# Indusztriális metal
Az indusztriális metal, azaz ipari metal a heavy metalnak az indusztriális zene hatásával létrejött alműfaja. Zeneiségét a sokszor szigorú, gépies gitárriffek és az elektronika széles körű használata jellemzik. Ismertebb ipari metal előadók a Ministry, a Rammstein, Marilyn Manson, Rob Zombie a stílust népszerűsítő Nine Inch Nails, vagy a műfajteremtő Godflesh zenekar. Az indusztriális metal népszerűsége jelenleg bizonyos európai régiókra korlátozódik.

## Története
Az 1970-es évek közepén alakult indusztriális zenekarok, mint a Throbbing Gristle, még nyíltan szembefordultak a konvencionális rockzenei stíluselemekkel, de a modern, kísérletezgetős hangzások létrehozásához többek közt elektromos gitárt használtak. Az angol Killing Joke nevű 1978-ban alakult posztpunk együttes volt az első, ami az ipari hatásokat rockzenei elemekkel ötvözte, így jelentős hatása volt a későbbi ipari metal előadókra, mint a Ministry, a Godflesh, a Skinny Puppy vagy a Nine Inch Nails. A Killing Joke mellett még nagy hatású zenekar a noise rock Swans, vagy Steve Albini Big Black nevű produkciója.
A 80-as évek végén a Godflesh debütáló EP-jével és a Ministry The Land of Rape and Honey albumával az élen az indusztriális metal kezdett egységes műfajjá kovácsolódni. A 90-es évek első felére Észak-Amerikában felvirágzott a műfaj. Sorra jelentek meg az újabb ipari metal előadók és a műfaj hatásaira építkező különböző zenekarok. A Nine Inch Nails Broken és a Ministry Psalm 69 albuma hozta meg az átütő sikert a műfajnak, mindkettő platinalemez lett. Az indusztriális szcéna előadói elhatárolódtak a gyökereitől eltávolodott műfajtól. Az új évezred kezdetére jelentősen visszaesett az indusztriális metal népszerűsége, de a műfaj veteránjai 2000-2005 között is magas lemezeladásokkal számolhattak.
A műfajnak kialakult egy szélsőségesebb változata is, mely komolyabb hangsúlyt fektet a modernebb Industrial szellemiség kifejezésére is, ebből adódóan az ilyen zenekaroknál a szintetizátoros/elektronikus hangzások is nagyobb teret kapnak. Ezt a hangzásvilágot nevezték el Cyber Metal-nak.

## Fordítás
- Ez a szócikk részben vagy egészben  az   Industrial metal című angol Wikipédia-szócikk fordításán alapul.  Az eredeti cikk szerkesztőit annak laptörténete sorolja fel. Ez a jelzés csupán a megfogalmazás eredetét és a szerzői jogokat jelzi, nem szolgál a cikkben szereplő információk forrásmegjelöléseként.